# Al-Hamdaní
Abu-Muhàmmad al-Hàssan ibn Àhmad ibn Yaqub ibn Yússuf ibn Dàwud ibn Sulayman Dhi-d-Dumayna al-Arhabí al-Bakilí al-Hamdaní (àrab: أبو محمد الحسن بن أحمد بن يعقوب بن يوسف بن داود بن سليمان ذي الدمينة الأرحبي البكيلي الهَمْداني, Abū Muḥammad al-Ḥasan b. Aḥmad b. Yaʿqūb b. Yūsuf b. Dāwud b. Sulaymān Ḏī d-Dumayna al-Arḥabī al-Bakīlī al-Hamdānī), més conegut senzillament com al-Hamdaní, fou un historiador, geògraf i poeta d'Aràbia del sud, nascut a Sanaà vers 893 i mort vers 945.
Va escriure diverses genealogies de nissagues del sud d'Aràbia, en una obra coneguda com Al-Iklil, on reuneix material històric, genealògic i geogràfic. També va redactar una antologia de la poesia iemenita.
Va ser empresonat per l'imam ràssida de Sa'dah Àhmad an-Nàssir ibn Yahya al-Hadi. Alliberat i tornat a empresonar, va provocar una revolta que va acabar amb la batalla de Katafa i la mort de l'imam i el seu germà Hassan. Dou alliberat per orde d'Ibn Ziyad, senyor de Zabid, i en la seva poesia va elogiar els caps de la revolta.